# Ксар

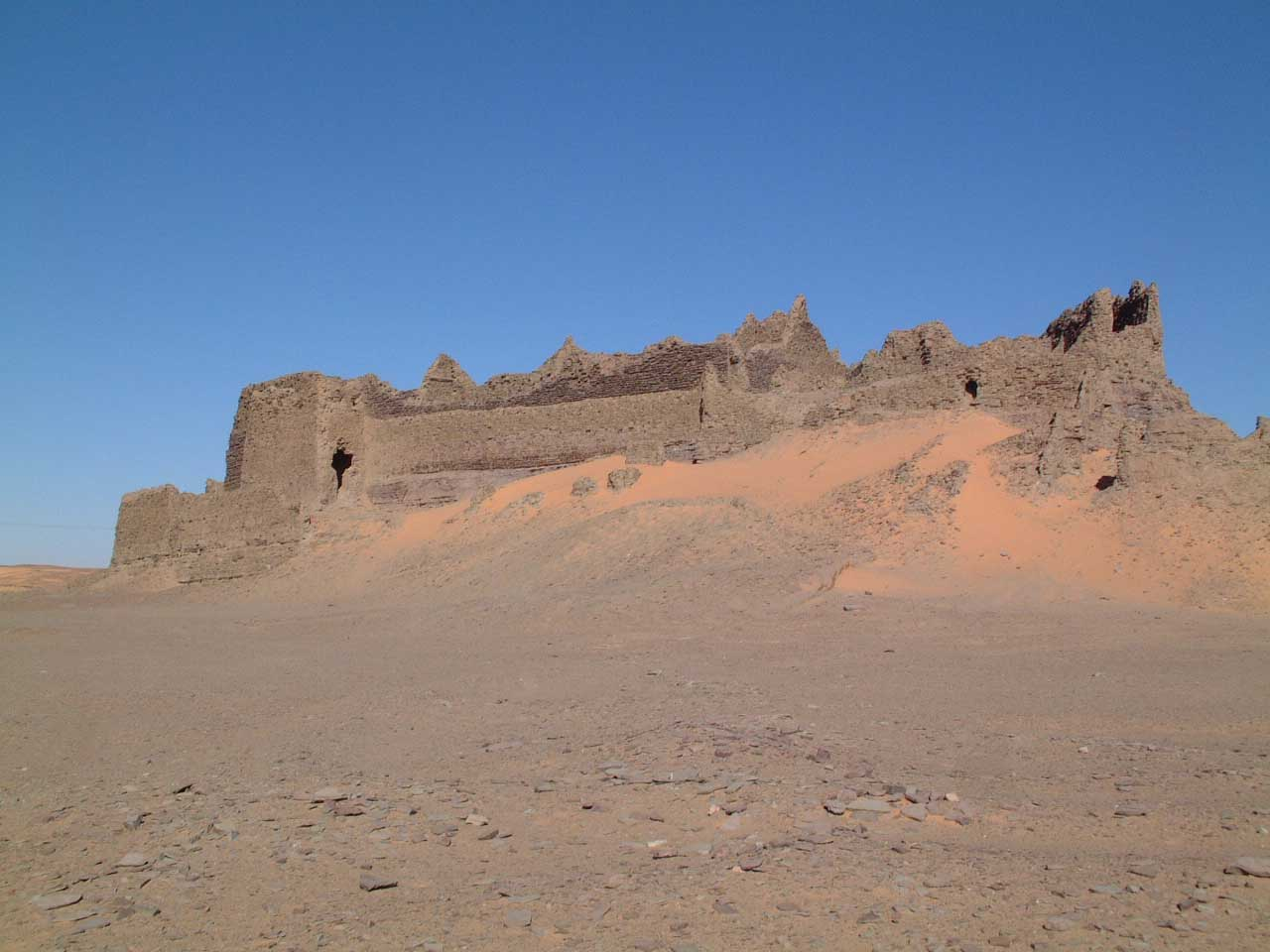
Руїни ксару у Тімімун, Алжир.

Ксар (ар. قصر, у множині ксур) — різновид поселення в оазах Магрибу, у Північній Африці. Ксари часто оточені єдиним земляним валом чи стіною і розміщуються у гірський місцевості, де легше оборонятися від нападників. Усі споруди зводяться переважно з саману (цегли-сирцю) або каменю. Центральними будівлями поселення є зерносховище або мечеть. Довкола них розташовані житлові будинки.
В перекладі з арабської «ксар» означає «укріплене поселення», «городище». Слово «ксар» є складовою частиною багатьох топонімів у Марокко, Алжирі і Тунісі, тобто власне Магрибі, а також у регіонах Сахари і рівнині річки Драа.
Іспанське і португальське слово Алькасар, якими позначають фортифікаційний пункт, походить від арабського слова «ксар».

## Топоніми
- Ель Ксар ес Сегір, марокканська цитадель в протоці Гібралтару, між Тангієром і Куетою.
- Ксар-ель-Керіб, місце битви при Аль Каср аль Керіб, що справила значний вплив на історію Іспанії. Португалії і Марокко.

## Галерея

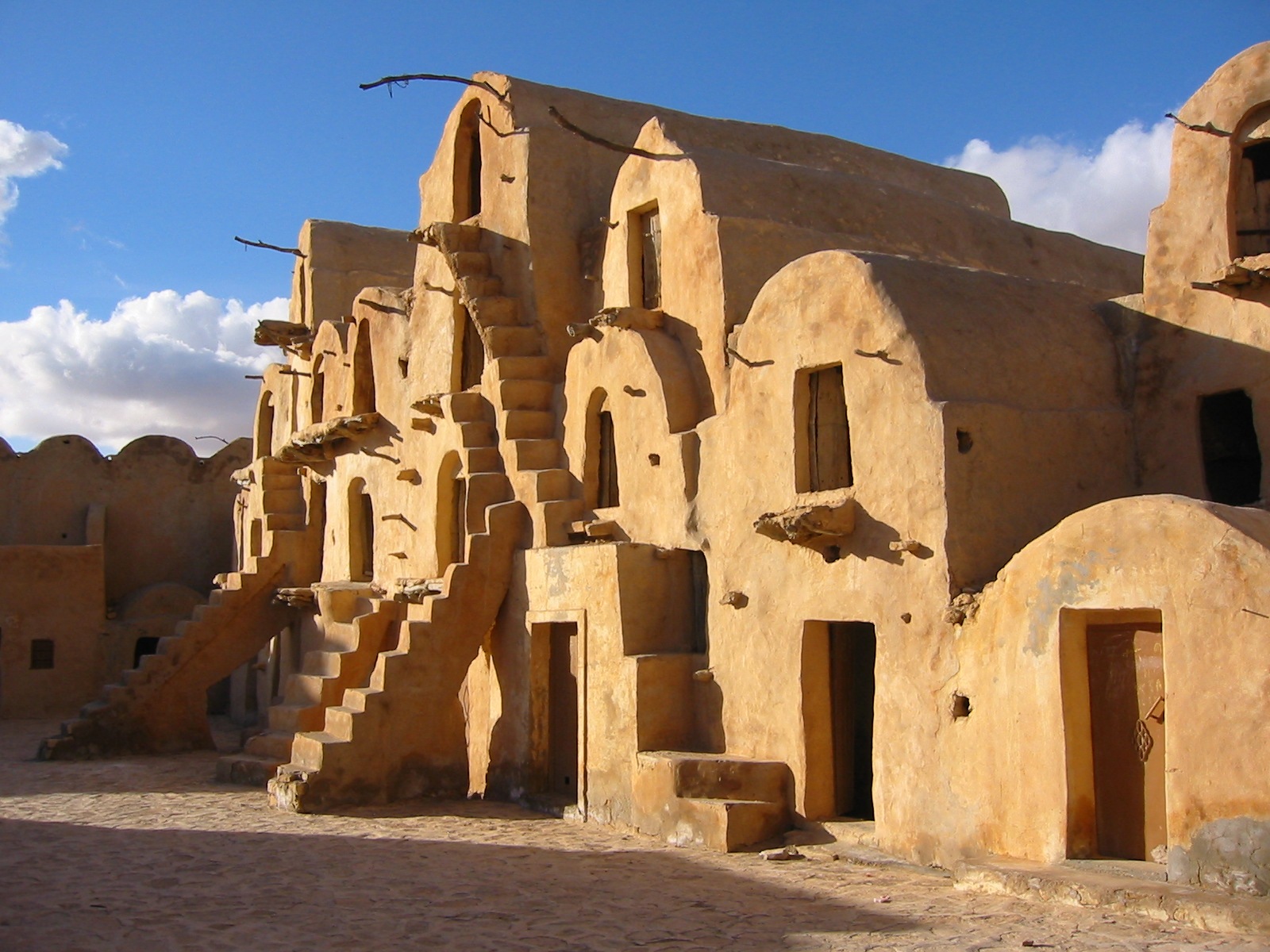
Султанський ксар (Туніс)
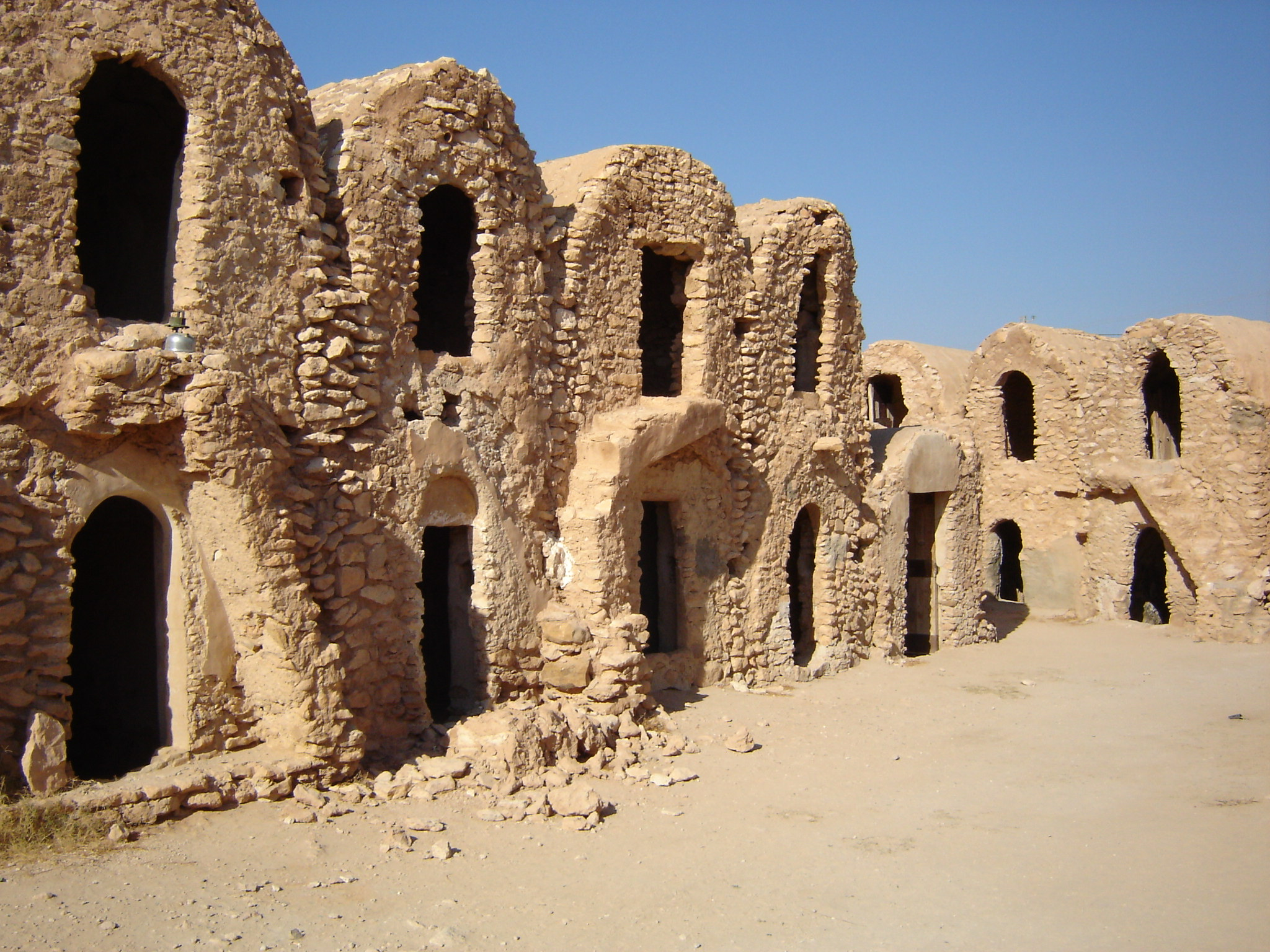
Ксар Хадада (Туніс)
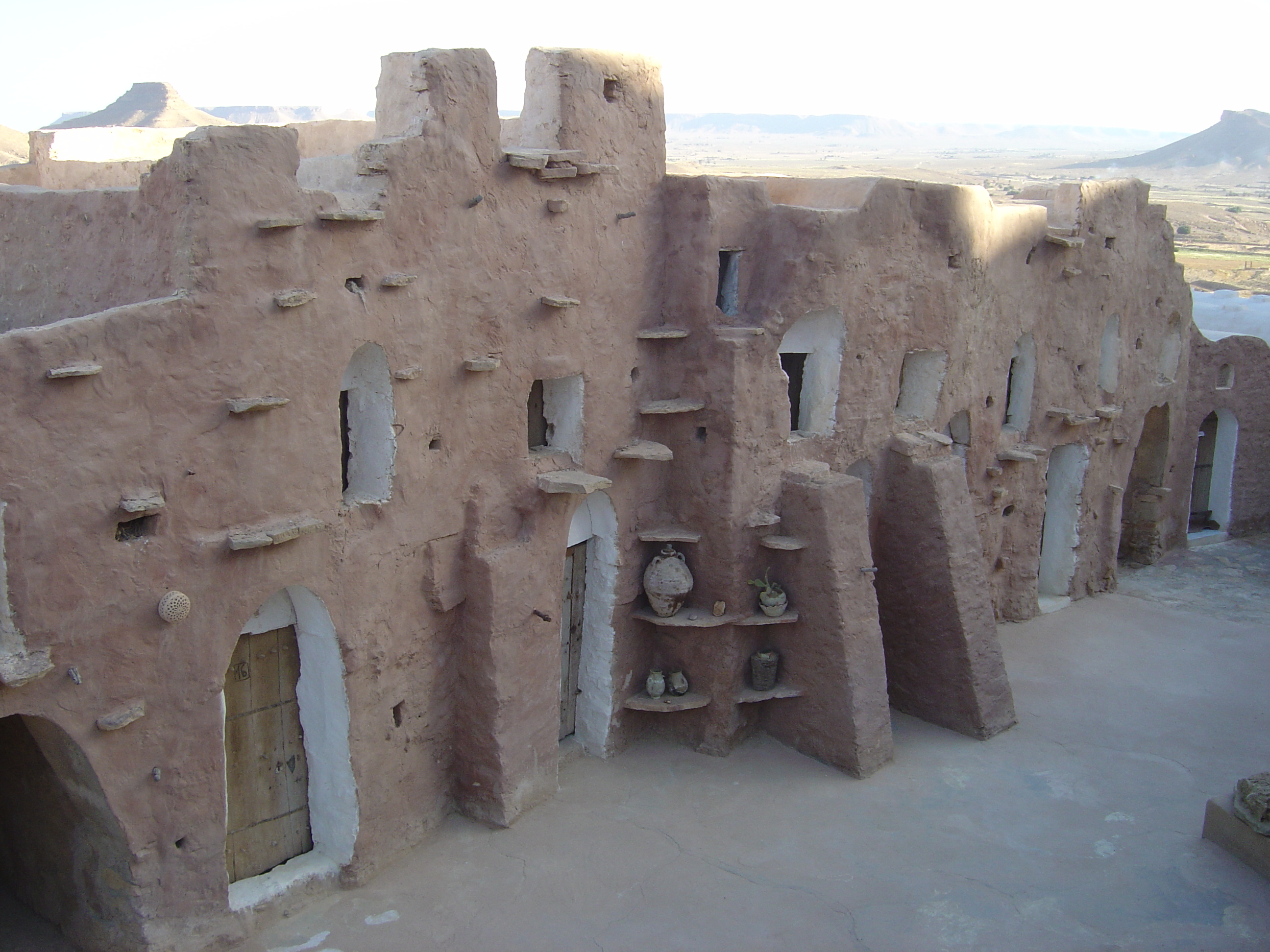
Дуїрет (Туніс)
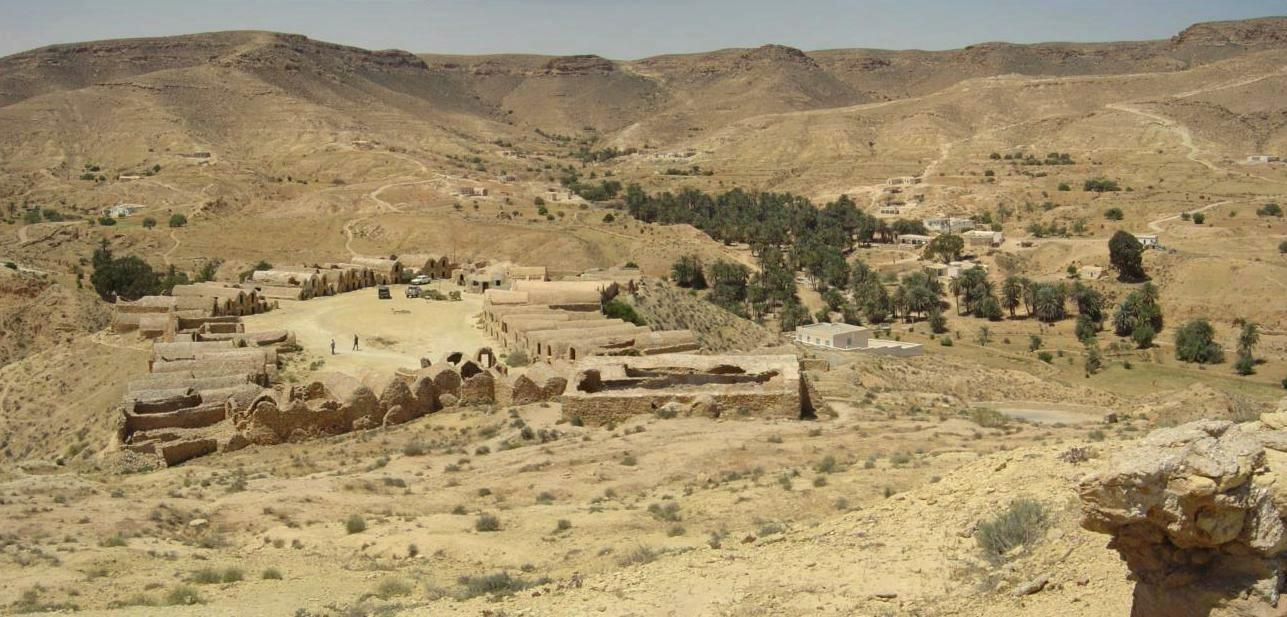
Ксар Халлуф (Туніс)
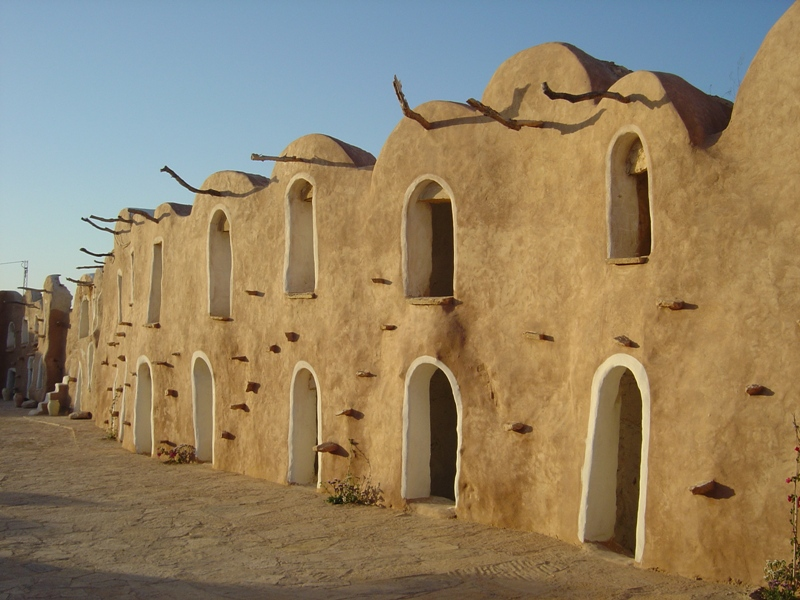
Ксар Халлуф (панорама, Туніс)
- Ксар Дебаб (Туніс)